# Triplochiton
Triplochiton (K.Schum.) è un genere di piante della famiglia delle Malvacee.

## Tassonomia
Il genere comprende le seguenti specie:
- Triplochiton scleroxylon K.Schum.
- Triplochiton zambesiacus Milne-Redh.